# Vergilius Sangallensis
Der nur äußerst fragmentarisch erhaltene Codex Vergilius Sangallensis ist ein im späten 4. oder frühen 5. Jahrhundert n. Chr. in reiner Capitalis quadrata geschriebenes Manuskript, das vermutlich im Zeitalter der Karolingischen Renaissance in die Bibliothek des Klosters St. Gallen gelangte, möglicherweise unter Abt Grimald, dem Erzkapellan Ludwigs des Deutschen. Im 15. Jahrhundert (1461) wurde die Handschrift auf Veranlassung von Abt Ulrich Rösch makuliert und für die Restaurierung von Einbänden anderer Handschriften (Cod. Sang. 22; Cod. Sang. 248; Cod. Sang. 275) verwendet. Die vorhandenen Reste wurden 1822 eingebunden in den ersten Band einer Sammelhandschrift mit Fragmenten aus verschiedenen Handschriften (die Blattabfolge durch fehlerhafte Anordnung und zwischengeheftete Leerblätter gestört), die unter der Signatur St. Gallen, Stiftsbibliothek, Cod. Sang. 1394 verwahrt wird (weiteres Material in Cod. Sang. 63 und Cod. Sang. 275). Der Vergilius Sangallensis enthält Werke des römischen Dichters P. Vergilius Maro: S. 35: Eclogae, Kolophon; Georgica, Titulus. S. 39/40; S. 43/44; S. 47/48: Georgica (fragmentarisch). S. 7/8; S. 11/12; S. 16/15; S. 20/19; S. 23/24; S. 27/28; S. 49; S. 31/32: Aeneis (fragmentarisch). In den Editionen wird er unter der Sigle G geführt. Er zählt aufgrund seines hohen Alters zu den wichtigen Textzeugen.
Erhalten sind 12 (von ursprünglich ca. 340) Blättern, teilweise nur fragmentarisch (8 Fragmente), teilweise im 12./13. Jahrhundert palimpsestiert.
Das Layout mit einem stattlichen Seitenformat von ca. 35 cm Seitenhöhe und ca. 32, 5 cm Breite (rekonstruiert), einem stumpf hochformatigen Schriftspiegel von 19 Versen pro Seite und interlinearen Korrekturen, ungewöhnlich breitrandigen Seiten und einem großzügigen Schriftgrad verleiht der auf kostbarem dünnen, allerdings durchscheinenden Pergament geschriebenen Handschrift trotz fehlenden Initialschmucks einen der verwendeten sorgfältig ausgeführten Capitalis quadrata entsprechenden monumentalen Charakter.
Es gibt noch eine Reihe weiterer berühmter Vergilhandschriften der Spätantike.